# نیکیتا خروموف
نیکیتا خروموف (روسی: Никита Акимович Хромов؛ ۱۸۹۲ – ۱۹۳۴) بازیکن فوتبال اهل روسیه بود.
وی همچنین در تیم ملی فوتبال امپراتوری روسیه بازی کرده‌است.